# Saubusse
Saubusse település Franciaországban, Landes megyében. Lakosainak száma 1099 fő (2022. január 1.). Saubusse Orist, Rivière-Saas-et-Gourby és Saint-Geours-de-Maremne községekkel határos.

## Népesség
A település népessége az elmúlt években az alábbi módon változott:
| Lakosok száma | 634  | 624  | 618  | 767  | 943  | 1077 | 1120 | 1107 | 1100 | 1099 |
|               | 1968 | 1982 | 1990 | 2006 | 2013 | 2015 | 2017 | 2019 | 2020 | 2022 |